# Turau
Turau (belarussisch Тураў, Turaŭ; russisch Туров, Turow; litauisch Turava; ukrainisch Турів, Turiw) ist eine Stadt im Süden der Republik Belarus im Gebiet der Prypjatsümpfe bei Schitkawitschy in der Homelskaja Woblasz. In Turau lebten 2017 2770 Einwohner.

## Geschichte
Turau war wahrscheinlich ein Zentrum der slawischen Dregowitschen. Für das Jahr 980 wurde es in der Nestorchronik erstmals erwähnt. In dieser Zeit soll ein Fürst Tur dort geherrscht haben, von dem der Ort den Namen habe. Das Fürstentum Turow ist eines der ältesten der Kiewer Rus.
1005 wurde Turau Sitz der ersten orthodoxen Eparchie im heutigen Belarus. Einer der ersten Bischöfe war Kyrill von Turau.
1230 wurde Turow von der Goldenen Horde zerstört.
1320/30 kam es unter die Herrschaft des Großfürstentums Litauen. Ende des 15, Jahrhunderts wurde es an Michail Glinski gegeben.
1502 wurde Turau von den Tataren zerstört. 1508 wurde es an Hetman Konstantin Ostroschski gegeben. Es blieb lange Jahre im Besitz der Familie. 1521 wurde Turau noch einmal von Tataren geplündert.
Im 17. Jahrhundert litt es unter den Kriegen mit Moskau und sank zur Kleinstadt herab.
2004 wurde Turau wieder zur Stadt erhoben.